# Estadio de la Liga Deportiva Cantonal de Portovelo
El estadio de la Liga Deportiva Cantonal de Portovelo es un estadio multiusos, está ubicado en la avenida del ejército en la ciudad del Portovelo, provincia de El Oro. Fue inaugurado en el año 1955. Tiene capacidad para 3500 espectadores. Es usado mayoritariamente para la práctica de fútbol y allí juega como local el Club Río Amarillo y en el año 2015 el Club ATV Piñas también hizo de local en este escenario deportivo. 
- Datos: Q22670214